# Стафилококки
Стафилоко́кки (лат. Staphylococcus, от др.-греч. σταφυλή ‘виноградная гроздь’ и κόκκος ‘зерно, ягода’) — род бактерий семейства Staphylococcaceae.

## Описание
Представители данного рода — неподвижные грамположительные кокки, диаметр клетки которых составляет от 0,6 до 1,2 мкм. Для представителей рода характерно деление в нескольких плоскостях, результатом чего есть расположение микробных клеток «виноградными гроздьями» в чистой культуре. Стафилококки — факультативные анаэробы, хемоорганотрофы с окислительным и ферментативным типом метаболизма, каталанзопозитивные и оксидонегативные. Неспорообразующие, клетки обычно некапсулированные, однако некоторые виды, например Staphylococcus aureus subsp. aureus, могут образовывать капсулу. Некоторые стафилококки синтезируют характерные пигменты.
Формы колоний на плотных питательных средах — округлые, выпуклые, пигментированные (белые, желтые, золотистые). На жидких — равномерное помутнение.

Широко распространены в почве, воздухе, представители нормальной кожной микрофлоры человека и животных. В состав этого рода входят патогенные и условно патогенные для человека виды, колонизирующие носоглотку, ротоглотку и кожные покровы.
Патогенные стафилококки продуцируют эндо- и экзотоксины, ферменты, нарушающие жизнедеятельность клеток.
Существует стафилококковый бактериофаг, обладающий способностью специфически лизировать стафилококковые бактерии.

У стафилококков высокая чувствительность к ионам серебра (в растворах).

## Виды
Некоторые виды:
- Золотистый стафилококк (Staphylococcus aureus) наиболее патогенный для человека. Назван по способности образовывать золотистый пигмент. Может вызывать у человека гнойные воспалительные процессы почти во всех органах и тканях. Отличительной биохимической особенностью золотистого стафилококка является выработка фермента коагулазы, и в связи с этим, его называют «коагулазоположительным стафилококком», в отличие от остальных менее патогенных видов, называемых «коагулазоотрицательными стафилококками».
  - Метициллин-резистентный золотистый стафилококк — любой штамм золотистого стафилококка, который устойчив к большой группе антибиотиков — бета-лактамов (включают в себя пенициллины и цефалоспорины). Заболевания, вызванные этими штаммами, особенно трудно поддаются лечению.
- Эпидермальный стафилококк (Staphylococcus epidermidis) — часто встречается на коже и слизистых оболочках человека, может вызывать сепсис, эндокардит, конъюнктивит, гнойную инфекцию ран и гнойные инфекции мочевыводящих путей.
- Сапрофитный стафилококк (Staphylococcus saprophyticus) — может вызывать острый цистит и уретрит.
- Гемолитический стафилококк (Staphylococcus haemolyticus) — может вызвать различные гнойные воспалительные процессы на разных органах; сепсис и поражение кожного покрова, эндокардит; поражения уретры и цистит.